# 司馬融 (淮陵王)
司马融（?—?），晋朝宗室，琅邪武王司马伷之孙，淮陵元王司馬漼之孙。
晋元帝的四叔司馬漼因为参与平定赵王司马伦被封为淮陵王（治今安徽省明光市女山湖镇邵岗境内）。司馬漼死后，其子司马融嗣位为淮陵王。司马融后来去世，谥号贞，无子。隆安三年（399年）正月辛酉，晋安帝封武陵威王司馬晞之孙司馬蘊封为淮陵王，以奉司馬漼之祀。
| 前任： 司馬漼 | 晋朝淮陵王 ？ | 繼任： 司馬蘊 |